# رانی بل
رانی بل (انگلیسی: Ronnie Bell؛ ۲۴ نوامبر ۱۹۰۷ – ۹ ژانویهٔ ۱۹۹۶) یک شیمی‌دان اهل بریتانیا بود.